# 強襲揚陸艦

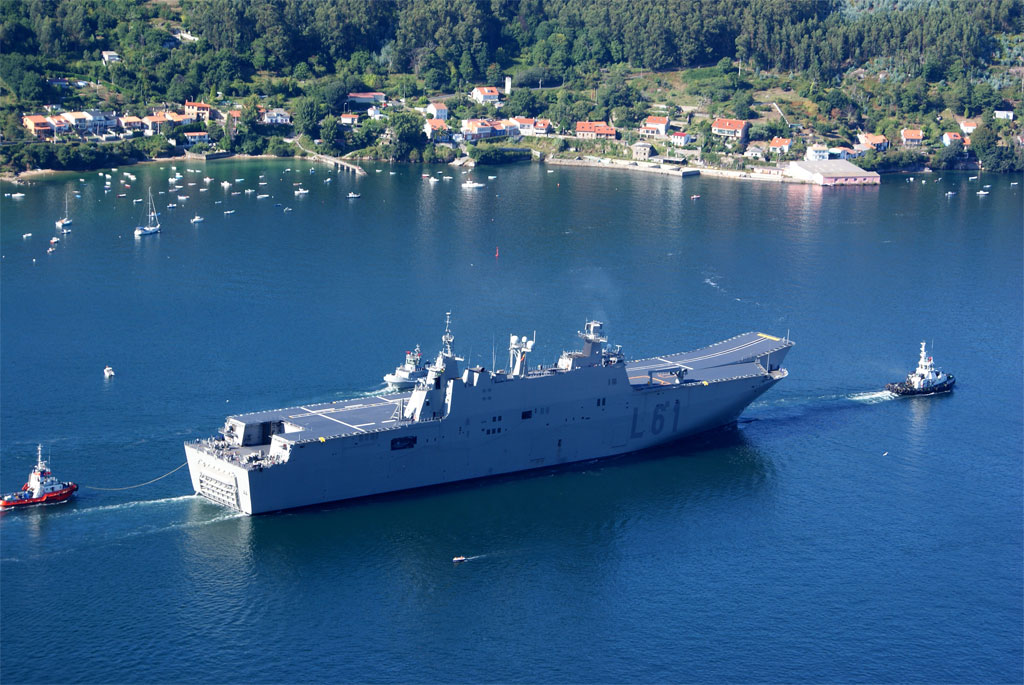
スペイン海軍「フアン・カルロス1世」。全通飛行甲板とウェルドックを備えている。

強襲揚陸艦（きょうしゅうようりくかん、英語: Amphibious assault ship）は、揚陸艦の一種。アメリカ海軍では、元々は全通飛行甲板を備えてLPH（Landing platform helicopter）の記号を付された艦を指していたが、後にウェルドックを備えたLHA (Landing helicopter assault) やLHD (Landing helicopter dock) が登場すると、これらも含まれるようになった。

## 大戦中の試み
大日本帝国陸軍では、海軍の航空母艦とは別途に、類似した機能を備えた陸軍特殊船を建造していた。これらは上陸用舟艇と飛行機の両方を搭載する上陸戦用の特殊輸送船であり、上陸部隊を乗せた舟艇を発進させると同時に搭載機をも船上から発進させ、泊地の防空や敵陣地の偵察のほか、攻撃に使用するという構想であった。
まず、1934年竣工の「神州丸」で航空機の発艦に対応したのち、発展型として1942年に竣工したあきつ丸では全通飛行甲板を設置し、より本格的な空母に近い構造となった。同船は海軍の空母と比べると速力などの性能が限定的であり、当初は航空機運搬船として使用されていたが、後に同船でも発着できる三式指揮連絡機やカ号観測機が登場すると、艦上運用が行われることになった。ただし、これらは当初計画されていた上陸戦用というよりは、護衛空母として対潜哨戒にあたるためのものであった。また、航空機の艦上運用を想定した改造は行われたものの、1944年秋に撃沈された結果、空母として使用する機会は得られなかった。
一方、アメリカ海軍も、LST-1級戦車揚陸艦の一部に飛行甲板を設置して連絡機・観測機の運用を試みており、まず1943年8月のシチリア島上陸作戦の際にLST-386が投入された。続くサレルノ上陸作戦（アヴァランチ作戦）でLST-337が投入された際には風が弱く1機しか発艦させられなかったが、この構想は依然として魅力的であり、1944年1月のアンツィオの戦いのためにLST-16、また南フランスへの上陸作戦のためにLST-525・906も改修された。
LSTの構造上、艦尾の艦橋構造物が邪魔になって全通飛行甲板を設けることができないため、これらの艦はいずれも航空機を発艦させることはできても着艦させることはできなかった。1944年8月には、LST-776にブロディー着艦装置を設置し、メキシコ湾上で着艦実験を行った。同艦は沖縄戦で実戦投入されている。

## LPHの誕生とLHA・LHDへの発展
ヘリコプターの発達を受けて、アメリカ海兵隊では水陸両用作戦でのヘリボーン戦術の活用について模索していた。海軍もその洋上拠点となるヘリ空母について検討しており、当初は攻撃輸送艦（APA）に航空母艦としての機能を組み合わせたものとして、APA-Mと仮称されていた。実験的に護衛空母「セティス・ベイ」を改装したのち、まずは1958年度から1966年度にかけ、ヘリコプター揚陸艦（LPH）としてイオー・ジマ級7隻が建造された。また、これと並行してヘリコプターの運用能力は妥協しつつ、上陸用舟艇の運用能力を強化したドック型輸送揚陸艦（LPD）の計画も進められ、1959年度よりローリー級の建造が開始された。
APA-M試案の段階では上陸用舟艇のためのウェルドックが設けられていたが、LPHとLPDを揚陸輸送艦 (LPA) と貨物揚陸艦（LKA）のように補完しあって運用させればよいと判断され、実際に建造されたイオー・ジマ級では削除された。だが、その後の再検討により、このままでは艦隊としての重装備の揚陸能力が不足することが判明したことから、イオー・ジマ級の最後2隻にウェルドックを追加することも検討されたものの、結局は最終7番艦にLCVP 2隻のためのボートダビットを追加するに留まった。
この情勢を踏まえ、海軍作戦部長から委託されて将来揚陸艦について研究していた海軍分析センター（CNA）では、LPHとLPDを統合し、全通飛行甲板とウェルドックを兼ね備えた新型艦としてLHAを検討するようになった。これに基づいて1969年度から建造されたのがタラワ級であり、LPHとLSDに加えてLKAや揚陸指揮艦（LCC）の各機能を兼備した充実した能力を備え、イオー・ジマ級よりもかなり大型化してエセックス級航空母艦を凌ぐ大型艦となった。
1960年代末から1970年代のアメリカ海軍は、STOVL方式の軽空母である制海艦（SCS）を検討していたが、強襲揚陸艦はそのための実験にも供された。まずは1972年から1974年にかけ、イオー・ジマ級の1隻である「グアム」に海兵隊のAV-8A攻撃機と海軍のSH-3ヘリコプターを搭載してのSCSの評価試験が行われた。その後にSCS計画は頓挫したが、強襲揚陸艦をSCSとして用いるための研究は継続されており、1981年の演習ではタラワ級「ナッソー」に19機のAV-8Aを搭載しての運用試験が行われたほか、湾岸戦争の際には、同艦にAV-8Bを20機搭載して「ハリアー空母」としての作戦行動が実施された。
これらの実績を踏まえ、タラワ級に続くワスプ級では垂直/短距離離着陸機やLCAC-1級エア・クッション型揚陸艇の運用に合わせ、設計が改訂された。また、ウェルドックを廃止する代わりとして、さらに航空運用機能を強化した発展型としてアメリカ級も建造され、F-35Bを20機搭載しての「ライトニング空母」としての運用も検討されているものの、このような揚陸能力の弱体化は海兵隊には不評であり、3番艦以降ではウェルドックが復活することになった。
|              |            | LHA アメリカ級                | LHA アメリカ級                | LHD ワスプ級                  | LHD ワスプ級                  | LHA タラワ級 (最終状態)       | LPH イオー・ジマ級 (最終状態) |
| フライトI    | フライト0  | 8番艦                         | 1-7番艦                       |                               |                               | LHA タラワ級 (最終状態)       | LPH イオー・ジマ級 (最終状態) |
| ------------ | ---------- | ----------------------------- | ----------------------------- | ----------------------------- | ----------------------------- | ----------------------------- | ----------------------------- |
| 船体         | 満載排水量 | 50,000 t以上                  | 45,570 t                      | 41,335 t                      | 40,650 t                      | 39,300 t                      | 18,300 t                      |
| 船体         | 全長       | 257.3 m                       | 257.3 m                       | 257.3 m                       | 257.3 m                       | 254.2 m                       | 180.4 m                       |
| 船体         | 最大幅     | 32.3 m                        | 32.3 m                        | 42.7 m                        | 42.7 m                        | 38.4 m                        | 31.7 m                        |
| 機関         | 方式       | CODLOG                        | CODLOG                        | CODLOG                        | 蒸気タービン                  | 蒸気タービン                  | 蒸気タービン                  |
| 機関         | 出力       | 70,000 hp                     | 70,000 hp                     | 72,000 hp                     | 77,000 hp                     | 77,000 hp                     | 22,000 hp                     |
| 機関         | 速力       | 22ノット                      | 22ノット                      | 22ノット                      | 22ノット                      | 24ノット                      | 23ノット                      |
| 兵装         | 砲熕       | 25mm単装機関砲×2 - 4基        | 25mm単装機関砲×2 - 4基        | 25mm単装機関砲×2 - 4基        | 25mm単装機関砲×2 - 4基        | 25mm単装機関砲×2 - 4基        | 76mm連装砲×2基                |
| 兵装         | 砲熕       | ファランクス 20mmCIWS×2 - 3基 |                               |                               |                               |                               |                               |
| 兵装         | 砲熕       | 12.7mm連装機銃×3 - 8基        | 12.7mm連装機銃×3 - 8基        | 12.7mm連装機銃×3 - 8基        | 12.7mm連装機銃×3 - 8基        | 12.7mm連装機銃×3 - 8基        | ―                             |
| 兵装         | ミサイル   | ESSM 8連装発射機×2基          | ESSM 8連装発射機×2基          | シースパロー 8連装発射機×2基  | シースパロー 8連装発射機×2基  | ―                             | シースパロー 8連装発射機×2基  |
| 兵装         | ミサイル   | RAM 21連装発射機×2基          |                               |                               |                               |                               | シースパロー 8連装発射機×2基  |
| 航空運用機能 | 飛行甲板   | 全通（STOVL対応）             | 全通（STOVL対応）             | 全通（STOVL対応）             | 全通（STOVL対応）             | 全通（STOVL対応）             | 全通（STOVL対応）             |
| 航空運用機能 | 航空燃料   | 不明                          | 3,813 t                       | 1,960 t                       | 約1,200 t                     | 約1,200 t                     | 約1,200 t                     |
| 航空運用機能 | 搭載機数   | AV-8Bなら24機、F-35Bなら20機  | AV-8Bなら24機、F-35Bなら20機  | AV-8Bなら24機、F-35Bなら20機  | AV-8Bなら24機、F-35Bなら20機  | AV-8Bなら20機                 | AV-8なら12機                  |
| 航空運用機能 | 搭載機数   | MV-22Bなら42機                | MV-22Bなら42機                | MV-22Bなら42機                | MV-22Bなら42機                | CH-46なら38機                 | CH-46なら20機                 |
| 輸送揚陸機能 | 舟艇       | LCACなら2隻                   | なし                          | LCACなら3隻 LCM(6)なら12隻    | LCACなら3隻 LCM(6)なら12隻    | LCACなら1隻 LCM(6)なら20隻    | なし （7番艦のみLCVP×2隻）    |
| 輸送揚陸機能 | 上陸部隊   | 1個大隊揚陸チーム (約1,900名) | 1個大隊揚陸チーム (約1,900名) | 1個大隊揚陸チーム (約1,900名) | 1個大隊揚陸チーム (約1,900名) | 1個大隊揚陸チーム (約1,900名) | 1個大隊揚陸チーム (約1,900名) |
| 同型艦数     | 同型艦数   | 9隻予定                       | 2隻                           | 1隻                           | 7隻（1隻退役）                | 5隻（退役）                   | 7隻（退役）                   |

## アメリカ合衆国以外での普及
ソ連海軍では、1980年代に入るとタラワ級に似た11780型揚陸艦を設計したが、スキージャンプ勾配を設置するか否かなどの点で海軍総司令官と参謀本部とが対立し、ソビエト連邦の崩壊もあって結局は実現しなかった。その後を引き継いだロシア海軍は、2011年には下記のミストラル級 2隻の建造契約を締結したが、2014年ウクライナ騒乱およびクリミア危機に伴って引き渡しを受けられなくなり、竣工直前だった艦はエジプト海軍に引き渡された。その後、独自設計の全通甲板型強襲揚陸艦として23900型の計画を進めている。
イギリス海軍は、アメリカ合衆国とともに早期から水陸両用作戦でのヘリボーン戦術の活用を試みてきた海軍であり、従来は航空母艦をもとにヘリコプター揚陸艦へと転用ないし兼任させたコマンドー母艦を運用してきたが、フォークランド紛争でのヘリコプターの活躍を踏まえて、専用のヘリコプター揚陸艦として「オーシャン」を建造した。また、フランス海軍はさらに大型でLHA/LHDと同様に全通飛行甲板とウェルドックを兼ね備えたミストラル級を建造したが、これらはいずれも固定翼機の運用は行っていない。
一方、スペイン海軍は、ミストラル級よりもさらに大型でスキージャンプ勾配も備えるなど航空運用能力が高い「フアン・カルロス1世」を建造したが、これは軽空母「プリンシペ・デ・アストゥリアス」の代艦も兼ねることになっている。また、イタリア海軍の「トリエステ」でも、サン・ジョルジョ級と「ジュゼッペ・ガリバルディ」の代艦を兼用できるように全通飛行甲板とウェルドックを兼ね備え、空母としての運用も想定されている。
中国人民解放軍海軍は、これらの艦よりもさらに大型の全通甲板型強襲揚陸艦である075型を建造しており、後継艦の076型では空母としての運用も予想されている。
|              |            | アメリカ級 フライト1  | 076型                     | 075型                     | トリエステ                        | フアン・カルロス1世                            | ミストラル級                      |
| ------------ | ---------- | --------------------- | ------------------------- | ------------------------- | --------------------------------- | ---------------------------------------------- | --------------------------------- |
| 船体         | 満載排水量 | 45,000 t              | 41,000 t                  | 36,000 - 40,000 t         | 38,000 t                          | 27,082 t                                       | 21,500 t                          |
| 船体         | 全長       | 257.3 m               | 252 m                     | 232 m                     | 245 m                             | 230.82 m                                       | 210 m                             |
| 船体         | 全幅       | 32.3 m                | 43 m                      | 36 m                      | 36 m                              | 32 m                                           | 32 m                              |
| 機関         | 方式       | CODLOG                | IFEP                      | CODAD                     | CODOG＋電気推進                   | CODAGE                                         | ディーゼル・エレクトリック        |
| 機関         | 出力       | 70,000 hp             | 不明                      | 65,000 hp                 | 102,000 hp                        | 29,500 hp                                      | 19,040 shp                        |
| 機関         | 速力       | 22 kt                 | 不明                      | 22 kt                     | 25 kt                             | 19.5 kt                                        | 18.8 kt                           |
| 兵装         | 砲熕       | ファランクスCIWS×2基  | H/PJ-11 CIWS×2-3基        | H/PJ-11 CIWS×2-3基        | 76mm単装砲×3基                    | 20mm機関銃×4基                                 | 30mm単装機関砲×2基                |
| 兵装         | 砲熕       | 12.7mm連装機銃×7基    | H/PJ-11 CIWS×2-3基        | H/PJ-11 CIWS×2-3基        | 25mm単装機関砲×3基                | 12.7mm機関銃×2基                               | 12.7mm機関銃×4基                  |
| 兵装         | ミサイル   | ESSM 8連装発射機×2基  | HHQ-10 18連装発射機×2-3基 | HHQ-10 18連装発射機×2-3基 | VLS×16セル （アスターまたはCAMM） | －                                             | SIMBAD 2連装発射機×2基            |
| 兵装         | ミサイル   | RAM 21連装発射機×2基  | HHQ-10 18連装発射機×2-3基 | HHQ-10 18連装発射機×2-3基 | VLS×16セル （アスターまたはCAMM） | －                                             | SIMBAD 2連装発射機×2基            |
| 航空運用機能 | 飛行甲板   | 全通（STOVL対応）     | 全通                      | 全通                      | スキージャンプ勾配つき全通        | スキージャンプ勾配つき全通                     | 全通                              |
| 航空運用機能 | 搭載機数   | F-35B×6機             | 不明                      | ヘリコプター×30機         | F-35B×4-8機                       | AV-8B×10機 ※将来はF-35Bも考慮                  | ヘリコプター×16機                 |
| 航空運用機能 | 搭載機数   | ヘリコプター×20機以上 | 不明                      | ヘリコプター×30機         | ヘリコプター×6-9機                | ヘリコプター×12機                              | ヘリコプター×16機                 |
| 輸送揚陸機能 | 舟艇       | LCAC-1級×2隻          | LCAC×2-3隻                | LCAC×2-3隻                | 70 t LCU×4隻 またはLCAC-1級×1隻   | LCM-1E型×4隻と複合艇×4〜6隻 またはLCAC-1級×1隻 | LCM×8艇 LCU×2艇またはLCAC-1級×2隻 |
| 輸送揚陸機能 | 上陸部隊   | 約1,900名             | 1,000名以上               | 約1,600名                 | 1,043名                           | 902名                                          | 短期:900名、長期:400名            |
| 同型艦数     | 同型艦数   | 9隻予定               | 不明                      | 3隻（5隻計画中）          | 1隻                               | 1隻（準同型3隻）                               | 3隻（準同型2隻）                  |